# Tuve Johannesson
Lars Tuve Patrik Johannesson, född 7 januari 1943 i Ljungby församling i Kronobergs län, är en svensk företagsledare.

## Bakgrund och familj
Tuve Johannesson är son till köpmannen Karl Johannesson och Rut, ogift Pettersson. Han avlade civilekonomexamen i Lund 1968. År 1969 gifte han sig med filosofie kandidat Inger Danielsson (född 1944), 
dotter till direktören Olof Danielsson och Valborg, ogift Lindfors.

## Karriär
Tuve Johannesson inledde sin industriella karriär i Tetra Pak och hade flera ledande befattningar i Sverige, Sydafrika, Australien samt Schweiz. År 1983 utsågs han till vice VD i Tetra Pak. 
Johannesson blev 1988 koncernchef för VME, numera Volvo Construction Equipment, som han lämnade 1995.  Han tillträdde som verkställande direktör för Volvo Personvagnar i oktober 1995, när bolaget ägdes av AB Volvo. Han anses ha moderniserat produktionen och fått fart på utvecklingen av nya modeller och vissa hävdar att Tuve Johannesson räddade Volvo Personvagnar från sotdöden. Trots detta såldes bolaget i mars 1999 till Ford, som inordnade Volvo Personvagnar i sitt nystartade dotterbolag Premier Automotive Group, PAG. Bolaget leddes av Wolfgang Reitzle, som även blev styrelseordförande för Volvo Personvagnar. Den 1 juli 2000 ersattes Tuvesson av Hans-Olov Olsson som verkställande direktör.
Efter att ha lämnat Volvo blev Johannesson styrelseproffs och har varit ordförande i IBX, ordförande för familjen Hans Rausings stiftelse för industriella investeringar, inkluderande Ecolean International A/S och Chumak. Han har även varit styrelseordförande i Findus AB samt styrelseledamot i SEB, Swedish Match och Cardo.